# ایسائو هایاشی
ایسائو هایاشی (انگلیسی: Isao Hayashi; ۱۱ مهٔ ۱۹۱۲ – ۲۹ سپتامبر ۱۹۹۵) خوانندگی، آهنگساز اهل ژاپن بود.